# Ivetà Mukutxian
Ivetà Mukutxian és una cantant, lletrista, model i actriu armènia, coneguda per haver representat Armènia al Festival d'Eurovisió de 2016, tot i que es va donar a conèixer gràcies a la seva aparició l'any 2010 al concurs Hay Supestar. L'any 2012 també va participar en la versió armènia de The Voice.